# بانک کونلون
بانک کونلون، (به چینی: 昆仑银行股份有限公司) نام بانکی در کشور چین است که فقط برای ارتباط با ایران به وجود آمده‌است. نام این بانک ابتدا Karamay City Commercial Bank بوده‌است که با سرمایه‌گذاری شرکت ملی نفت چین در سال ۲۰۰۹ میلادی به کنترل این شرکت درآمده و در سال ۲۰۱۰ به بانک کونلون تغییر نام یافت.
این بانک برای ساماندهی روابط بانکی ایران با چین در دوره تشدید تحریم‌ها علیه ایران و با هدف دور زدن تحریم‌ها در زمان احمدی‌نژاد ایجاد شد. سرمایه اولیه این بانک از ارز فروش نفت ایران به چین که در چین بلوکه شده تأمین شده‌است.

## تاریخچه
بانک کونلون در سال ۲۰۰۶ به‌عنوان یک بانک تجاری شهری در کارامای، یکی از مراکز تولید نفت در منطقه غربی سین‌کیانگ چین، تأسیس شد. شرکت ملی نفت چین در سال ۲۰۰۹ با تزریق سرمایه به این بانک به‌عنوان سهامدار عمده آن تبدیل شد تا کسب‌وکار مالی مرتبط با نفت خود را گسترش دهد. اوایل دهه گذشته، کونلون توسط پکن به‌عنوان بانک اصلی برای پردازش میلیاردها دلار پرداخت نفتی به ایران انتخاب شد تا سایر بانک‌ها را از مواجهه با جریمه‌های ناشی از تحریم‌های غرب که بین سال‌های ۲۰۱۰ تا ۲۰۱۵ اعمال شده بودند، محافظت کند.
شرکت ملی نفت چین در اواخر سال ۲۰۱۶ مبلغ ۵.۸۴۸ میلیارد یوان (۸۴۹ میلیون دلار) به بانک کونلون تزریق کرد و ۷۷.۰۹ درصد از سهام این بانک را در اختیار دارد.

## تحریم بانک کونلون
وزارت خزانه‌داری ایالات متحده آمریکا در سال ۲۰۱۲ میلادی بانک کونلون را به واسطه برقراری ارتباط مالی با بانکهای ایرانی تحت تحریم آمریکا و سپاه پاسداران انقلاب اسلامی مورد تحریم قرار داد. تحریم‌های آمریکا در سال ۲۰۱۲ بانک کونلون را از دسترسی مستقیم به سیستم مالی ایالات متحده منع کرد. بیشتر تراکنش‌های این بانک در واحد پولی یوان و یورو انجام می‌شود.

## درآمد
طبق گزارش سالانه بانک در سال ۲۰۱۷، این بانک نزدیک به ۳۰,۰۰۰ مشتری شرکتی دارد که عمدتاً شامل شرکت‌های دولتی و شرکت‌های نفتی می‌شود. یکی از محصولات برجسته این بانک «یی لو تونگ» نام دارد که به معنای «ارتباط ایران» است، همان‌طور که در گزارش سالانه بانک آمده است.
در پایان سال ۲۰۱۷ این بانک ۳۱۷.۵ میلیارد یوان (۴۶ میلیارد دلار) دارایی داشت و درآمد سالانه ۵.۴ میلیارد یوان و سود خالص ۲.۹۷ میلیارد یوان گزارش کرد.

## فاینانس پروژه‌هایایران از طریق بانک کونلون
با بانک کونلون تنها می‌توان با ارز مبادله‌ای که همان ارز حاصل از فروش نفت می‌باشد کار کرد.
ایران برای مقابله با تحریم‌های مالی اقدام به راه اندازی اتاق مبادلات ارزی نموده‌است. این اتاق با شناسایی تاجران و اهالی صنعت که قصد واردات را دارند به جای اعطای ارز مبادله ای، حواله ای به آن‌ها ارائه می‌دهد تا از کشورهایی که به دلیل خرید نفت به ایران بدهکار هستند ولی امکان انتقال ارز به حساب‌های ایران را ندارند اجناس مورد نیاز خود را وارد کشور نمایند.
پول وزارت نفت ایران به حسابی در بانک کونلون می‌رود که ۳۰ تا ۴۰ درصد از فروش نفت به صورت نقدی از طریق این بانک پرداخت شده و الباقی آن صرف تأمین مالی پروژه‌ها و خرید کالاهای وارداتی چینی می‌شود.
نحوه بازگرداندن ارز حاصل از صادرات نفت ایران به چین که به علت تحریم در بانک‌های چینی بلوکه‌شده و چین بابت آن به ایران بدهکار است فاینانس چینی نامگذاری شده‌است. فاینانس چینی در حقیقت فاینانس داخلی است که توسط منابع ایران انجام می‌شود. با توجه به شرایط تحریم مقامات دولتی و بانک مرکزی ایران جزییات دقیق توافق با چین را اعلام نمی‌کنند. دولت ایران مایل است به هر طریقی طلب کشور را به شکل فاینانس چینی وارد کشور کند ولی تمایل چین به پرداخت تمام طلب ایران معلوم نیست و بانک کونلون کارمزد بالایی برای تسعیر ارز مطالبه می‌نماید. در شرایط تحریم که بانک‌ها با منابع محدود مواجه‌اند نرخ فاینانس معادل لایبور به اضافه ۱۴ درصد در قرارداد برخی بانک‌ها مشاهده شده‌است.
چینی‌ها در سال ۱۳۹۲ پذیرفته‌اند که بخشی از پول نفت ایران که قابلیت جابجایی ندارد را بعنوان تضمین قراردادهای فاینانس بپذیرند و تا سه برابر آن مبلغ، پروژه‌های ایران را فاینانس کنند.